# Tadeusz Krahel
Tadeusz Krahel (ur. 24 września 1937 w Zwierzyńcu Wielkim) – ksiądz rzymskokatolicki, doktor historii Kościoła, wykładowca, emerytowany profesor  w Archidiecezjalnym Wyższym Seminarium Duchownym w Białymstoku, Studium Teologii w Białymstoku i Wilnie, Papieskim Wydziale Teologicznym.

## Życiorys
Tadeusz Krahel urodził się 24 września 1937 w Zwierzyńcu Wielkim. Święcenia kapłańskie przyjął w roku 1964. Pracował przez 4 lata jako wikariusz w parafiach diecezji białostockiej, a następnie rozpoczął studia na Wydziale Teologicznym Katolickiego Uniwersytetu Lubelskiego. Stopień doktora w zakresie historii Kościoła uzyskał w Akademii Teologii Katolickiej w Warszawie.
Pracował jako wykładowca w Archidiecezjalnym Wyższym Seminarium Duchownym w Białymstoku (AWSD) oraz wykładał na Akademii Teologicznej w Warszawie, Studium Teologii w Białymstoku i Wilnie, Papieskim Wydziale Teologicznym. W latach 1992–1993 był rektorem AWSD w Białymstoku, członek Białostockiego Towarzystwa Naukowego i Polskiego Towarzystwa Historycznego.
Do przedmiotów badań naukowych ks. Tadeusza Krahela należą m.in. poezja ostrobramska, historie kapłanów archidiecezji wileńskiej ratujących Żydów w okresie okupacji niemieckiej (1941–1944), z których 150. przypłaciło to życiem. Współtwórca wystawy „Sprawiedliwi. Kapłani archidiecezji wileńskiej ratujący Żydów w okresie okupacji niemieckiej (1941–1944)”. Autor publikacji książkowej z 2024 pt. "Ratowanie Żydów przez duchowieństwo katolickie Archidiecezji Wileńskiej w czasie okupacji niemieckiej 1941-1944", stanowiącej świadectwo ocalenia narodu żydowskiego od zagłady, poświęconej tematyce dotychczas nierozpoznanej, dokumentującej ratunkowe działania 144 kapłanów,  opartej na źródłach, zawartych w: polskich archiwach kościelnych, archiwach  państwowych, zbiorach Yad Vashem, Biblioteki Litewskiej Akademii Nauk w Wilnie i Centralnego Litewskiego Archiwum Państwowego, źródłach drukowanych, prasie, netografii, maszynopisach oraz relacjach, wywiadach i korespondencji, znajdujących się w zbiorach autora. Nakład pięciuset egzemplarzy został sfinansował przez autora. Książka znajdowała się w planach wydawniczych Instytutu Dziedzictwa Myśli Narodowej im. Romana Dmowskiego i Ignacego Paderewskiego, na początku 2024 zmienione władze Instytutu zrezygnowały z wydania publikacji, zatwierdzonej i przygotowywanej już do druku.

## Publikacje
- Zarys dziejów (archi)diecezji wileńskiej[15]
- „Diecezja wileńska. Studia i szkice”[1]
- „Archidiecezja wileńska w latach II wojny światowej. Studia i szkice”[1]
- „Przez więzienia i obozy do kapłaństwa. Wojenne losy alumnów Seminarium Duchownego w Wilnie”[1]
- „Poezja ostrobramska”[1]
- „Martyrologia duchowieństwa Archidiecezji Wileńskiej 1939-1945”[16]
- „Ratowanie Żydów przez polskie duchowieństwo podczas II wojny światowej"[17]